# Noam Behr
Noam Behr (* 13. října 1975, Tel Aviv) je tenisový trenér a izraelský profesionální tenista. Ve své dosavadní kariéře na okruhu ATP World Tour nevyhrál žádný turnaj.
Na žebříčku ATP byl nejvýše ve dvouhře klasifikován v říjnu 2001 na 127. místě a ve čtyřhře pak v říjnu 1999 na 109. místě. K roku 2011 byl jeho trenérem Šlomo Glickstein.
Za daviscupový tým Izraele v letech 1995–2001 odehrál třináct zápasů s bilancí šest výher a šest proher.